# Judah Mazive
Pas d'image ? Cliquez ici

a Compétitions nationales et continentales officielles uniquement.

b Matchs officiels uniquement.
Judah Mazive  , né le 1er février 1998 à Bulawayo (Zimbabwe) , est un joueur de rugby à XIII zimbabwéen évoluant au poste d'ailier. Il fait ses débuts avec le club britannique de Wakefield (deuxième division anglaise)  lors du « Super 8s », sorte de poule de brassage entre équipes de Super League et de Championship, destinée à déterminer les promus et les relégués. Il se fait remarquer en marquant un essai contre l'équipe de Warrington, le 14 aout 2016.  
Si l'ailier connait une saison peu prolifique avec son premier club (à peine quatre points marqués), il s'épanouit avec le club des  Knights de York City :  il marque avec eux quinze essais pour un total de dix-huit points.  
Judah Mazive est emblématique de la génération des joueurs africains de la fin des années 2010. Bien souvent, ceux-ci ne peuvent pratiquer le rugby à XIII qu'en Grande-Bretagne ou en France,  en raison de l'absence de ce sport dans leur pays d'origine. Sa famille éprouvant des difficultés dans son pays d'origine, elle s'exile en Grande-Bretagne pour offrir des conditions décentes aux enfants qui la composent.
L'absence d'équipe nationale de rugby à XIII au Zimbabwe, ne prive cependant pas le joueur zimbabwéen de la scène internationale, puisqu'il a été sélectionné dans l'équipe England academy, sorte d'équipe d'Angleterre espoirs.

## Biographie
Le joueur nait au Zimbabwe, mais pour faire bénéficier leurs enfants de meilleurs perspectives, ses parents s'envolent pour l'Angleterre, alors qu'il n'a que quatre ans. 
Ils s'installent d'abord à Leeds, dans un quartier que le joueur décrit comme « assez dur  » celui de Woodhouse. Quatre ans après, sa famille déménage pour Churwell où des amis lui font découvrir le rugby à XIII. Il joue dans plusieurs clubs junior, mais surtout se fait remarquer par le club de Leeds de Super League : les Rhinos . Mais, d'après le joueur, le club n'était pas très emballé par sa (petite) taille.
Il rejoint alors Wakefield Trinity, club de Championship, la seconde division anglaise. Un club qui lui permet de devenir international pour l'Angleterre et avec lequel il déclare « avoir adoré chaque seconde passée ».
A l'âge de dix huit ans, il est sélectionné dans l'équipe d'Angleterre « Academy » pour disputer une tournée en Australie. Malheureusement, le décès de son père l'amène à interrompre sa participation à la tournée et à revenir en Angleterre où il doit dorénavant assumer des charges de famille. S'il manque cette tournée, le joueur sera, heureusement pour lui, sélectionné à nouveau dans l'équipe d'Angleterre.
À partir de 2018, il rejoint l'équipe de York, équipe avec laquelle il signe à la fin de la saison pour 2019, dans la mesure où il dit avoir adoré sa première saison et que rester dans le club était une « décision facile ».

## Palmarès
En 2019, malgré une carrière honorable, le joueur n'a pas encore décroché de titres particuliers.